# Ливадеро
Ливадеро (грч. Λιβαδερό) је насељено место у општини Драма у периферији Источна Македонија и Тракија, Грчка. Према попису из 2021. године било је 39 становника.
Према бугарском географу и историчару, Василу Канчову, у Ливадеру је 1900. године живело 250 Турака. Године 1923. турско становништво је принудно исељено у Турску а на њихово место је насељено око 30 грчких избегличких породица (90 особа) и сточарских породица (вероватно Аромуни). На попису из 1928. године Ливадеро је имало 233 становника. Село се раније звало Мокреш или Мокрош.